# 대한민국 형사소송법 제286조
대한민국 형사소송법 제286조는 피고인의 모두진술에 대한 형사소송법의 조문이다.

## 조문
제286조(피고인의 모두진술) ① 피고인은 검사의 모두진술이 끝난 뒤에 공소사실의 인정 여부를 진술하여야 한다. 다만, 피고인이 진술거부권을 행사하는 경우에는 그러하지 아니하다.
②피고인 및 변호인은 이익이 되는 사실 등을 진술할 수 있다.
[전문개정 2007.6.1.]

## 참고 문헌
- 손동권 신이철, 새로운 형사소송법(초판, 2013), 세창, 2013. ISBN 9788984114081